# Turul

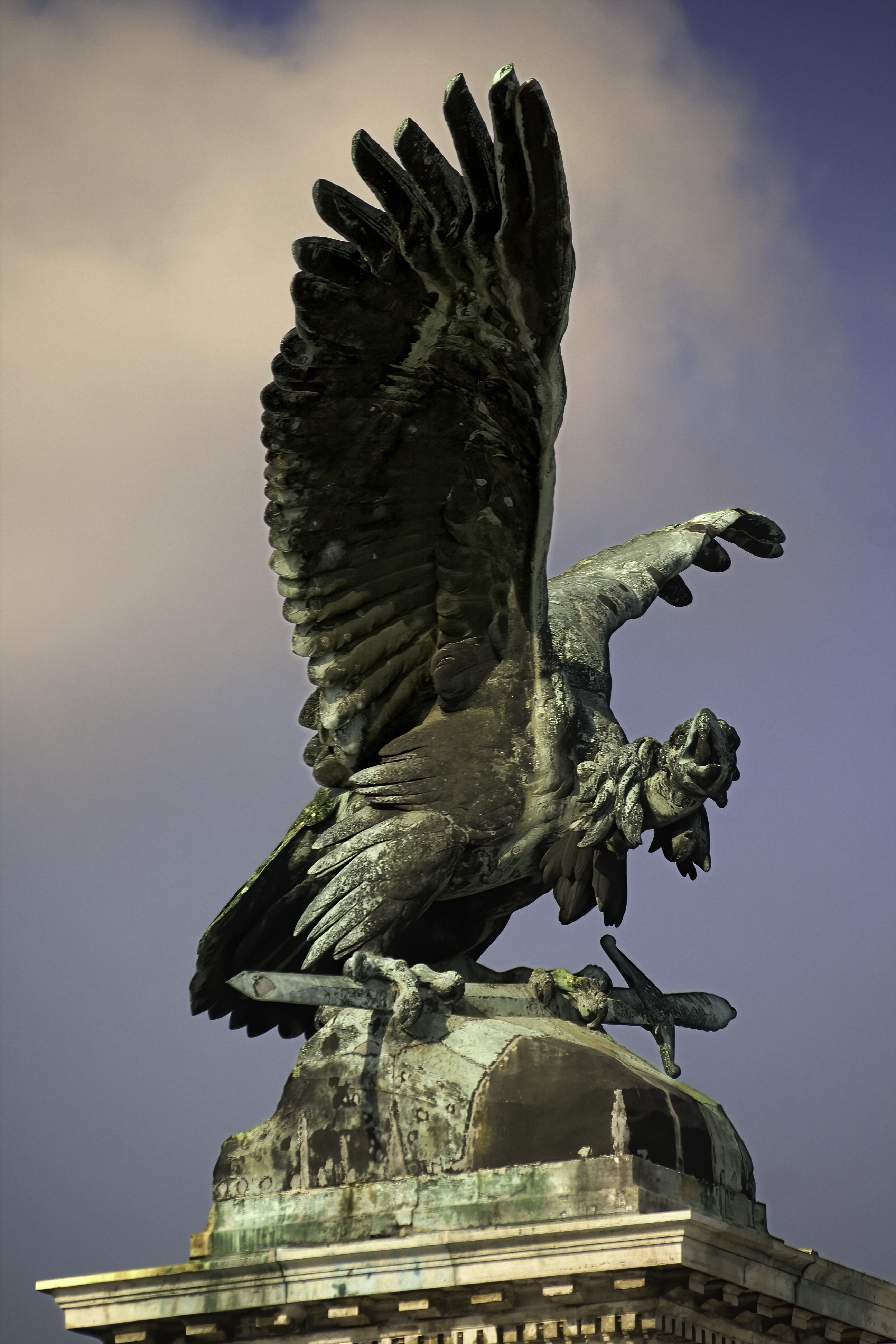
Representação do Turul no Castelo de Buda

Turul é uma ave de rapina mitológica, retratado principalmente como um falcão, na tradição húngara e um símbolo nacional da Hungria moderna. Na tradição húngara, presumivelmente se originou como o símbolo de clã usado nos séculos IX e X pela dominante Casa de Arpades.
Na lenda de Emese, registrada no Feitos dos Húngaros e na Crônica Iluminada, o Turul é mencionado como ocorrendo em um sonho de Emese, quando já estava grávida. Na literatura mais antiga, isso foi interpretado como o ato de engravidar, mas o texto é claro. O papel de Turul é um espírito protetor, que protege o pequeno bebê, Almo, de danos. Em um segundo sonho do líder das tribos húngaras, em que as águias (o emblema dos pechenegues) atacaram seus cavalos e um Turul veio e salvou-os. O Turul é usado como no desenho de brasões do Exército húngaro, do Centro de Contra-Terrorismo e do Escritório de Segurança Nacional.